# Andrzej Grubba

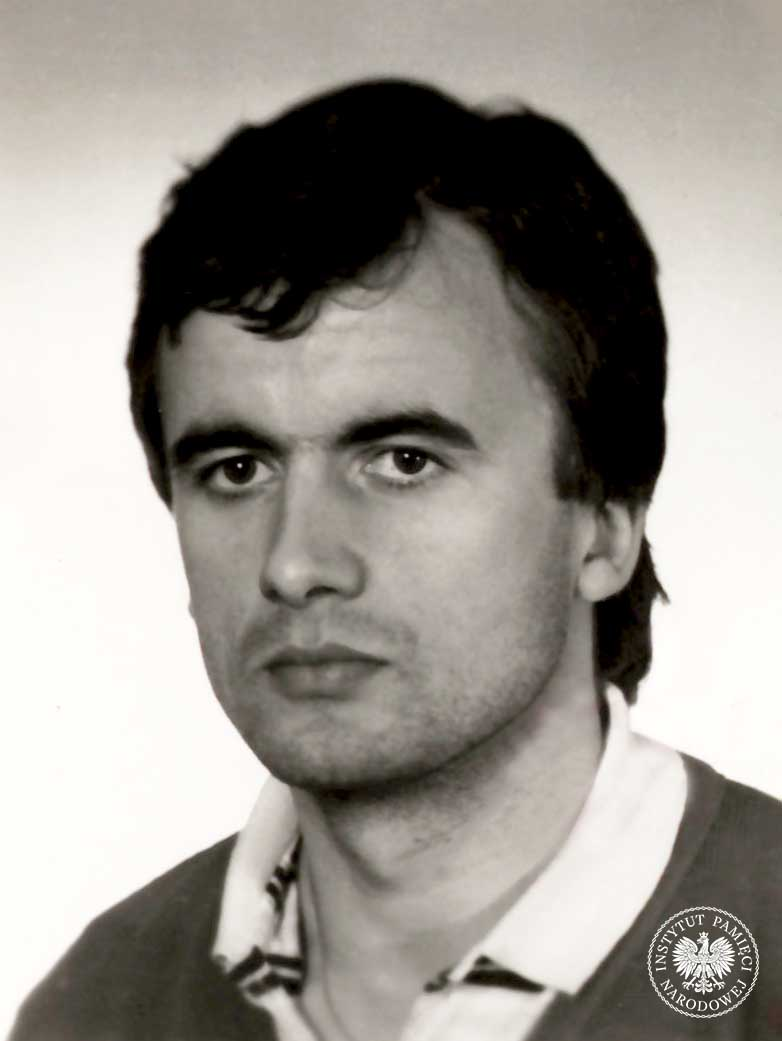
Andrzej Grubba (1985)

Andrzej Stanisław Grubba (Brzeźno Wielkie, 14 mei 1958 - Sopot, 21 juli 2005) was een Pools tafeltennisser. Hij stond drie keer in de finale van de World Cup en schreef deze in 1988 op zijn naam, na een gewonnen finale tegen de winnaar van 1986 Chen Longcan. De Pool won in 1985 de Europa Top-12 door in de eindstrijd Jindřich Panský te verslaan en verloor twee EK-finales enkelspel.

## Sportcarrière
Grubba speelde competitie voor het Poolse AZS Gdansk, waarmee hij in 1985 de European Club Cup of Champions won, de voorloper van de European Champions League. Hij speelde van 1985 tot 1987 en van 1990 tot 2002 in de Duitse Bundesliga voor TTC Zugbrücke Grenzau, waarmee hij vier keer Duits landskampioen werd en in 1998 de ETTU Cup won. Daarna werd hij nogmaals landskampioen met het Oostenrijkse Stockerau, terwijl hij op hetzelfde moment individueel trainer was bij Grenzau.
Grubba nam voor Polen deel aan de Olympische Spelen van 1988, 1992 en 1996. Hij nam elfmaal deel aan het WK, tien keer aan de World Cup, elf keer aan de Europa Top-12 en zeven keer aan het EK. De Pool stierf op zijn 47e aan de gevolgen van kanker. Hij liet een vrouw, Lucyna en twee zonen achter, Tomek en Maciek.

## Erelijst
Belangrijkste resultaten:
- Winnaar World Cup 1988, zilver in 1985 en 1989, brons in 1987
- Brons WK enkelspel 1989
- Brons WK dubbelspel 1987 (met Leszek Kucharski)
- Brons WK landenteams 1985 (met Polen)
- Winnaar Europa Top-12 1985, brons in 1988 en 1990
- Europees kampioen gemengd dubbel 1982, zilver in 1988 (beide met (met Bettine Vriesekoop)
- Zilver EK enkelspel 1984 (finale tegen Ulf Bengtsson) en 1990 (finale tegen Mikael Appelgren)
- Zilver EK dubbelspel 1996 (met Lucjan Błaszczyk)
- Zilver EK landenteams 1984 (met Polen)

- Gemeinsame Normdatei: 120242990
- International Standard Name Identifier: 0000 0001 0990 491X
- Library of Congress Control Number: nb98092901
- Nederlandse Thesaurus van Auteursnamen: 182608085
- Virtual International Authority File: 77141378
- WorldCat: E39PBJvCM7RgMWMjqtXmWFbKh3